# 백낙청
백낙청(白楽晴, 1938년 1월 10일~)은 대한민국의 영문학자이자, 문학평론가, 사회운동가이다.

## 생애
친가는 평안남도 정주군에 있었지만, 외가가 있는 대구에서 태어나서 성장하였다. 백낙청의 아버지 백붕제는 일제 시대, 경북 군수와 관료를 지낸 친일파로서 친일인명사전에 등재되었고 6.25 때 납북되었다.  1955년 경기고등학교 졸업과 동시에 미국 유학을 떠나, 브라운 대학교를 졸업하고 일시 귀국하여 군복무를 마친 후, 다시 유학을 떠나 1972년 하버드 대학교에서 영문학 박사 학위를 받았다. 
1962년부터 서울대학교 영문과에 부임하였고, 1966년부터 계간지 《창작과비평》의 편집인을 맡았다. 1974년 유신에 반대하는 성명을 발표하여 해직되었으나, 1980년 복직되었고, 2003년 교수직을 정년퇴임하고 현재는 명예교수이다. 이후에도 통일운동의 일선에서 일하며 2005년 6.15공동선언실천 남측위원회 위원장을 맡았고, 2007년 대통령 선거에는 범여권후보 단일화운동에 나서기도 하였다.

## 분단체제론
분단체제론은 백낙청이 제시한 개념으로, 한반도의 분단을 단순한 국가 분리 상태가 아니라 하나의 구조적 체제로 본다. 그는 남북이 적대하면서도 분단체제를 유지하는 데 기여한다고 주장하며, 이를 해체해야 통일이 가능하다고 보았다. 이론적으로는 의존이론, 세계체제론, 구조적 마르크스주의 등의 영향을 받았다. 그러나 북한의 세습독재와 인권 문제를 비판하지 않고, 이상적인 통일 담론만 강조해 현실성이 부족하다는 비판을 받는다. 결국 분단체제론은 북한 체제를 방조하는 결과를 초래하며, 실질적 해결책이 되기 어렵다는 한계를 가진다. 분단체제론은 종속 이론(Dependency Theory)과 이매뉴얼 월러스틴(Immanuel Wallerstein)의 세계체제론(World-Systems Theory)의 영향을 많이 받았다.

### 분단체제론의 한계[1]
첫째, 북한 체제에 대한 비판이 부족하다. 백은 남북을 동등한 분단체제의 일부로 보지만, 북한의 세습독재와 인권 문제를 깊이 다루지 않아 현실성을 결여했다. 둘째, 남북 체제 차이를 무시한다. 남한은 민주화와 경제 발전을 이루었지만, 북한은 폐쇄적 독재를 유지했음에도 이를 동일한 구조로 해석하는 것은 문제가 있다. 셋째, 미국 책임론을 강조하면서 북한과 중국의 역할을 과소평가한다. 미국이 분단을 고착화했다는 주장에는 설득력이 있지만, 북한 정권이 체제 유지를 위해 분단을 이용한다는 점을 간과했다. 넷째, 현실적 통일 전략이 부재하다. 분단체제 해체를 강조하지만, 북한이 변화하지 않는 한 실질적 해결책이 되기 어렵다. 결국 분단체제론은 구조적 접근에 치우쳐, 현실 정치와 국제 정세를 반영하지 못하는 한계를 가진다.

## 저서
- 《서양의 개벽사상가 D.H.로런스》
- 《D. H. 로런스의 현대 문명관》

## 수상 내역
- 1987년: 제2회 삼신상
- 1993년: 제1회 대산문학상
- 1997년: 제14회 요산문학상
- 1998년: 은관문화훈장
- 2001년: 제5회 만해상 실천상
- 2003년: 옥조근정훈장
- 2006년: 제11회 늦봄통일상
- 2009년: 제14회 한겨례통일문화상
- 2009년: 제3회 후광 김대중 학술상

## 가족 관계
- 아버지 : 백붕제(1910년 ~ ? )
- 큰어머니 : 안숙온( ? ~ 1927년), 순흥안씨(順興安氏) 안병탁(安炳卓)의 딸 
  - 이복형 : 백낙환(1926년 ~ ), 인제대학교 초대 총장
- 어머니 : 최귀란(1911년 ~ ?), 월성최씨(月城崔氏) 최세진(崔世軫)의 딸 
  - 누나 : 백순영(白純英, 1936년 ~ )
  - 부인 : 한지현, 대학교수
    - 장남 : 백웅재(미식사전 대표)
    - 차남 : 백연재(오스트레일리아국립대 연구원)
    - 딸: 백영경(한국방송통신대 교수)
    - 사위: 성지동(성균관대 의대 교수)
    - 며느리 : 구정윤(오스트레일리아국립대 강사)

  - 동생 : 백낙돈(白樂曒, 1939년 ~ )
  - 동생 : 백낙서(白樂曙, 1945년 ~ ), 인제대 석좌교수
  - 제수 : 김윤희(金潤喜, 1949년 ~ ), 대학교수 (김치열의 딸)
  - 동생 : 백미영(白美英), 단국대 교수, 피아니스트

## 같이 보기
- 창작과 비평
- 서울대학교
- 백붕제
- 백낙환
- D. H. 로런스

## 참고 자료
- 《관악 초청 강연 백낙청 : 주체적 인문학을 위하여》, 서울대학교출판문화원, 2011년
- 한국현대문학대사전 - 백낙청 , 권영민 저, 서울대학교출판부, ISBN 9788952104618
- 두산백과사전 - 백낙청